# Prêmio Oberwolfach
O Prêmio Oberwolfach (em alemão:  Oberwolfach-Preis) do Instituto de Pesquisas Matemáticas de Oberwolfach é concedido aproximadamente a cada três anos, em campos de avanço da matemática, destinado a matemáticos europeus até 35 anos de idade. É financiado pela Fundação Oberwolfach e concedido em cooperação com o instituto.

## Laureados
- 1991 Peter Kronheimer
- 1993 Jörg Brüdern e Jens Franke
- 1996 Gero Friesecke e Stefan Sauter
- 1998 Alice Guionnet
- 2000 Luca Trevisan
- 2003 Paul Biran
- 2007 Ngô Bảo Châu
- 2010 Nicola Gigli e László Székelyhidi
- 2013 Hugo Duminil-Copin
- 2016 Jacob Fox
- 2019 Oscar Randal-Williams